# Tang's Living Group
Tang's Living Group騰昇酒店管理集團是一家總部位於香港的酒店集團，業務範圍涵蓋酒店、餐飲服務及綜合養生社區項目等多個範疇，集團旗下設有多個不同定位的品牌，當中包括悦品酒店、旭逸酒店、旭逸雅捷酒店及珀軒旅館
，主要服務對象為香港、中國及東南亞遊客。

## 旗下產業

### 悦品酒店
- 悦品海景酒店 ‧ 觀塘
- 悦品酒店 ‧ 荃灣
- 悦品度假酒店 ‧ 屯門

### 旭逸酒店
- 旭逸酒店 ‧ 旺角
- 旭逸酒店 ‧ 荃灣

### 旭逸雅捷酒店
- 旭逸雅捷酒店 ‧ 荃灣

### 珀軒旅館
- 珀軒旅館 · 旺角

## 外部連結
- Tang's Living Group 官方網站 （页面存档备份，存于）
- 陛域集團官方網站 （页面存档备份，存于）